# Ricardo Costa (jornalista)
Ricardo de Paiva da Costa (Lisboa, 25 de julho de 1968), é um jornalista português.

## Família
É filho do escritor e poeta Orlando da Costa, filho dum goês católico e neto materno duma francesa, e de sua segunda mulher Inácia Martins Ramalho de Paiva. É irmão consanguíneo do político e ex-primeiro-ministro de Portugal António Costa, filho da jornalista Maria Antónia Palla. É primo em segundo grau de Sérgio Vieira e de José Castelo Branco.

## Biografia
Frequentou a Licenciatura em Ciências da Comunicação, sem a concluir, na Faculdade de Ciências Sociais e Humanas da Universidade Nova de Lisboa. 
Aos 21 anos de idade começou a trabalhar no semanário Expresso, de que viria a ser diretor entre 2011 e 2016, após ter assumido funções diretivas nas estações de televisão SIC Notícias e SIC. Em fevereiro de 2016 foi nomeado diretor-geral de informação do grupo de comunicação social Impresa, que detém nomeadamente o Expresso e as citadas estações de televisão. Continua a apresentar o programa semanal Expresso da Meia-Noite, com Nicolau Santos e Bernardo Ferrão, na SIC Notícias, onde também é comentador. 
A 27 de maio de 2014, apresentou a demissão do cargo de diretor do Expresso, após o irmão António Costa ter anunciado a sua disponibilidade em ser Secretário-Geral do Partido Socialista. A demissão não foi aceite pela Impresa, mas, em 2016, após a nomeação do seu irmão como primeiro-ministro de Portugal, trocou a direção do semanário pela direção-geral de informação do grupo.

## Casamentos e descendência
Casou primeira vez em 1994 com a apresentadora, jornalista e escritora Cláudia Vieira Lopes Borges, de quem se separou em Junho de 2008 e se divorciou, e de quem tem três filhos: Marta Vieira Borges da Costa (Cascais, 18 de Maio de 1992), Vicente Vieira Borges da Costa (Amadora, 6 de Dezembro de 1998) e Simão Vieira Borges da Costa (Amadora, 14 de Julho de 2001).
Casou segunda vez com Barbra Alexandra Martins Avelar Duarte (Joanesburgo, 10 de Março de 1975) a 5 de Dezembro de 2016, da qual teve um filho, Xavier Avelar  da Costa, 06 em Fevereiro de 2018.